# Cathédrale Notre-Dame-de-Grâce de Daming
Cette  cathédrale n’est pas la seule cathédrale Notre-Dame-de-Grâce.
La cathédrale Notre-Dame-de-Grâce de Daming (chinois simplifié : 大名宠爱之母堂 ; pinyin : dàmíngchǒng'àizhīmǔ ou chinois simplifié : 宠爱之母主教座堂) est une cathédrale chinoise située dans le Xian de Daming, dans la province du Hebei, au Nord de la République populaire de Chine.

## Histoire
La grande église gothique en brique a été érigée par des missionnaires Jésuites français d'après des plans établis par le père Henry Lamasse. Les travaux durèrent de 1919 à 1921. En 1935, le Saint-Siège érigea Daming en préfecture apostolique et en 1947 en diocèse, conférant ainsi à l'église de Daming le statut de cathédrale. 
En 2013, la cathédrale de Daming a été classée monument culturel national de la République populaire de Chine.